# STS-82
STS-82, voluit Space Transportation System-82, was een spaceshuttlemissie van de Discovery naar de Hubble-ruimtetelescoop. Het was de tweede van vijf onderhoudsmissies naar de telescoop.

## Bemanning
| Positie            | Lancering                        | Landing                          |                                  |
| ------------------ | -------------------------------- | -------------------------------- | -------------------------------- |
| Bevelhebber        | Kenneth Bowersox 4e ruimtevlucht | Kenneth Bowersox 4e ruimtevlucht |                                  |
| Piloot             | Scott Horowitz 2e ruimtevlucht   | Scott Horowitz 2e ruimtevlucht   |                                  |
| Missiespecialist 1 | Joseph Tanner 2e ruimtevlucht    | Joseph Tanner 2e ruimtevlucht    |                                  |
| Missiespecialist 2 | Steven Hawley 4e ruimtevlucht    | Steven Hawley 4e ruimtevlucht    | Steven Hawley 4e ruimtevlucht    |
| Missiespecialist 3 | Gregory Harbaugh 4e ruimtevlucht | Gregory Harbaugh 4e ruimtevlucht | Gregory Harbaugh 4e ruimtevlucht |
| Missiespecialist 4 | Mark Lee 4e ruimtevlucht         | Mark Lee 4e ruimtevlucht         | Mark Lee 4e ruimtevlucht         |
| Missiespecialist 5 | Steven Smith 2e ruimtevlucht     | Steven Smith 2e ruimtevlucht     | Steven Smith 2e ruimtevlucht     |

## Media

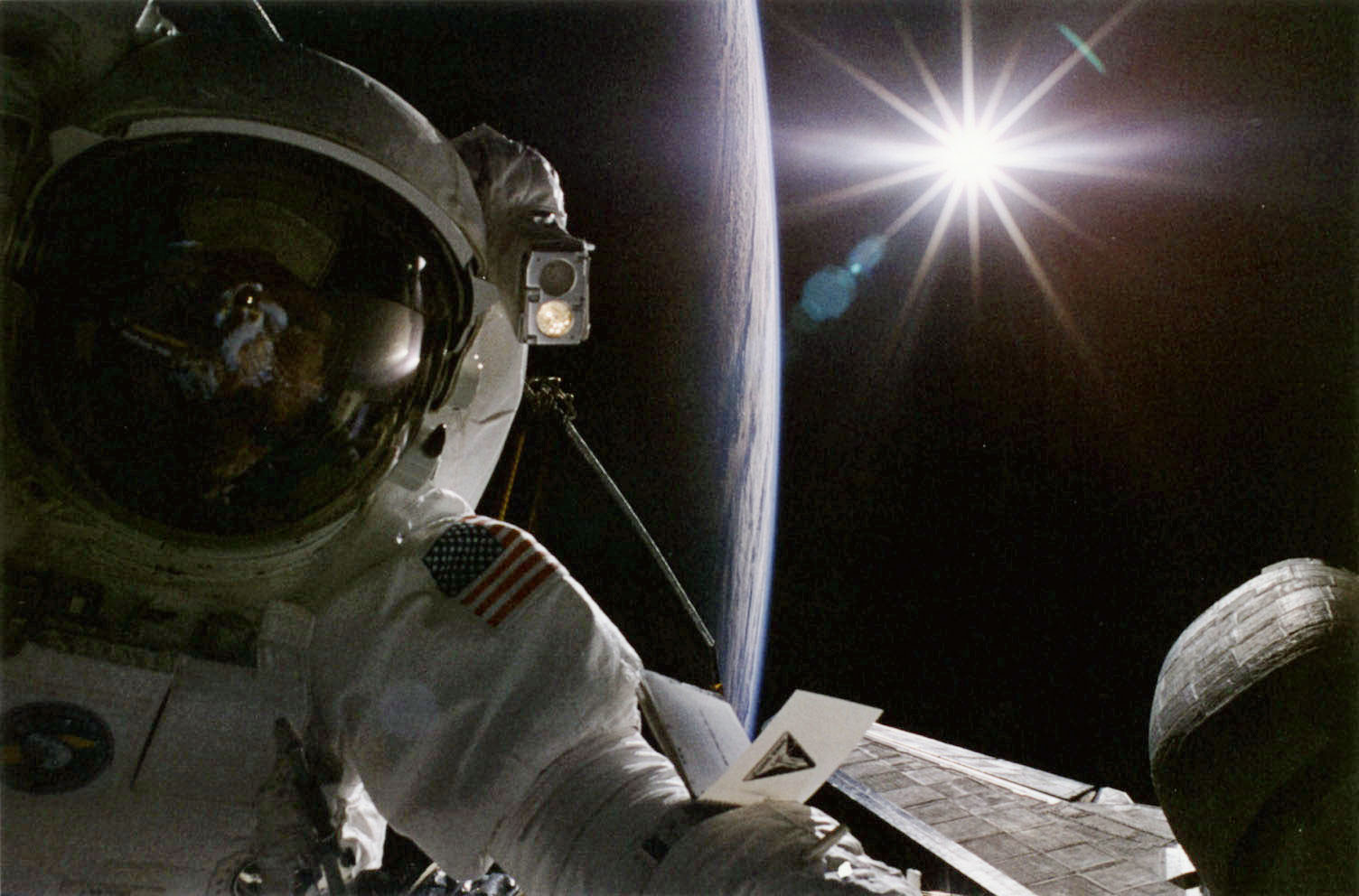
Tanner die werkt aan de Hubble
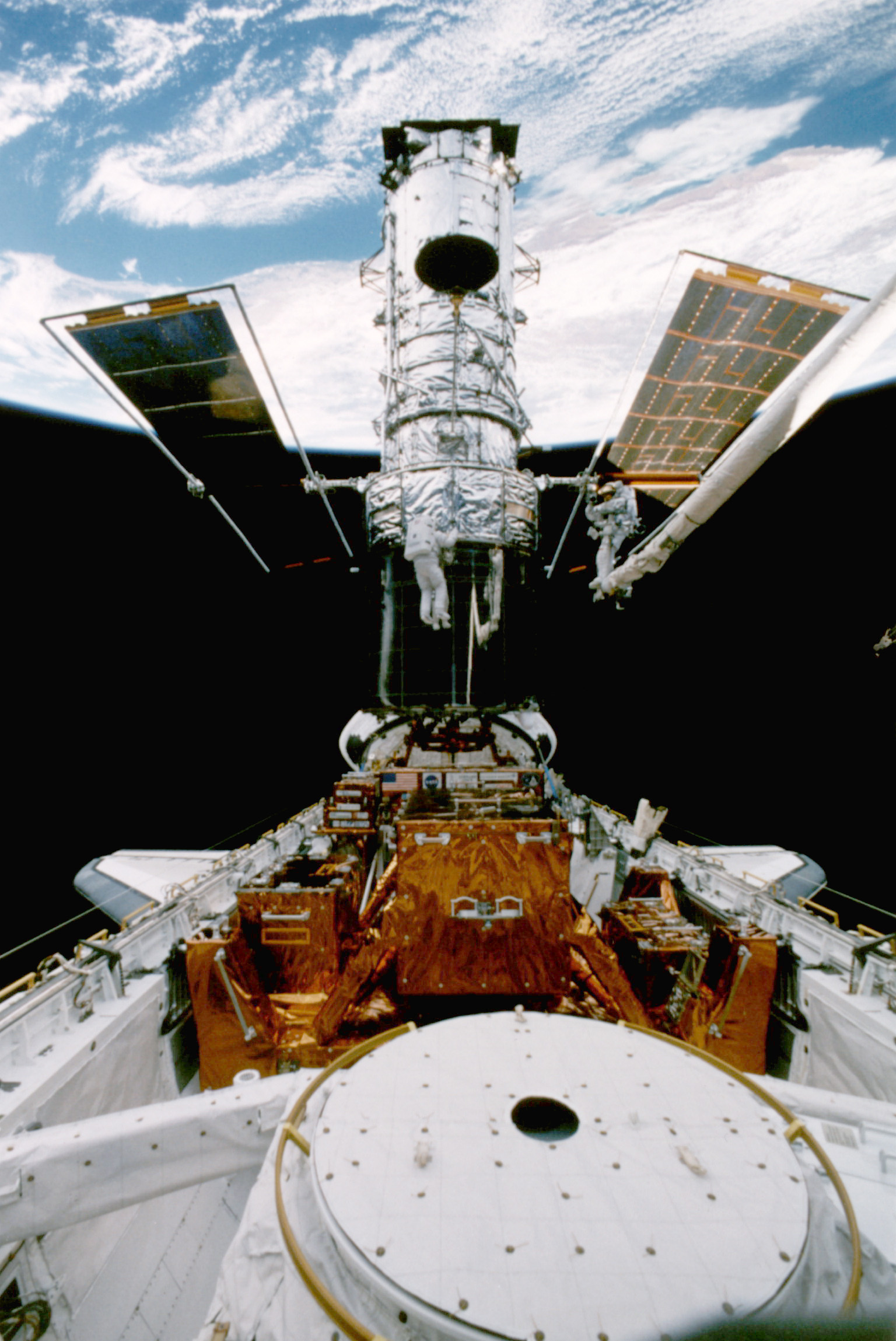
De Hubble gekoppeld aan de Discovery